# Iryna Husieva
Iryna Borisivna Husieva (en ukrainien : Гусєва Ірина Борисівна), née le 5 août 1987 à Rivne (RSS d'Ukraine), est une judokate handisport ukrainienne, concourant dans la catégorie des -63 kg. Elle est détentrice d'un titre mondial (2014) et de médailles d'argent paralympiques (2016, 2021).

## Carrière
En 2014, elle remporte la médaille d'or lors des Mondiaux à Colorado Springs, en battant la Cubaine Dalidaivis Rodriguez Clark en finale.
Deux ans plus tard, Husieva se retrouve de nouveau en finale face à Rodriguez Clark, aux Jeux paralympiques. Cette fois, c'est la Cubaine qui l'emporte par ippon en 2 min 23 s.
Aux Jeux paralympiques d'été de 2020, elle remporte une nouvelle fois l'argent battue en finale par l'Azerbaïdjanaise Khanim Huseynova.

## Palmarès
| Date | Compétition           | Lieu             | Place |
| ---- | --------------------- | ---------------- | ----- |
| 2014 | Championnats du monde | Colorado Springs | 1re   |
| 2016 | Jeux paralympiques    | Rio de Janeiro   | 2e    |
| 2018 | Championnats du monde | Odivelas         | 2e    |
| 2021 | Jeux paralympiques    | Tokyo            | 2e    |